# Palacete H. Theo Möller
O Palacete H. Theo Möller é um prédio histórico da cidade brasileira de Porto Alegre, capital do estado do Rio Grande do Sul. Está localizado na rua Castro Alves, n.° 162, no bairro Rio Branco, e foi tombado pela prefeitura municipal no dia 25 de outubro de 1994, estando inscrito no Livro do Tombo n.° 42.

## História
O palacete foi mandado construir em 1925, por Henrique Theodor Hermann Mathias Möller, dono da empresa de ferragens e equipamentos em geral, criada com o mesmo nome em 1894 e também um dos fundadores do "Jorge Pfeiffer & Cia. - Casa Bancária", um banco comercial criado no final da Primeira Guerra Mundial. O proprietário havia adquirido três imóveis (em 1906, 1916 e 1925) antes do prédio ser erguido no terreno. Na época, a rua Castro Alves, tal qual a avenida Independência, atraiu o olhar de famílias de alto poder aquisitivo, configurando-se então como um dos cenários burgueses da cidade.

## Arquitetura
O casarão foi projetado pelo arquiteto alemão Theo Wiedersphan, oriundo de Wiesbaden (Alemanha) e que veio para Porto Alegre em 1908, realizando aqui inúmeros e importantes edifícios comerciais, industriais, residenciais, além de hotéis, clubes sociais, hospitais, escolas e igrejas.
O Palacete H. Theo Möller foi tombado principalmente por seus valores arquitetônicos. Possui características que somam elementos de casas de chácara e de sobrados urbanos, soltando-se de qualquer alinhamento, com recuos de todos os lados. É composto por um volume cúbico, com telhado em quatro águas. A fachada é marcada por um pórtico semicircular em ordem toscana, que forma uma varanda anexa às peças frontais. Há quatro aberturas em verga reta venezianadas em ambos os pavimentos, caracterizando  uma arquitetura de transição entre o ecletismo e a linguagem art deco. No telhado frontal, surge uma sotéia em arco pleno e bipartida nas aberturas. A construção possui dois pavimentos, garagem e casa de brinquedos.